# ジェネレーションX (バンド)
ジェネレーションX（Generation X、Gen Xとしても知られる）はイングランドのパンク・ロックバンド。1976年10月21日にビリー・アイドル、トニー・ジェイムスとジョン・タウ（「トウ」と表記される）により結成された。

## 来歴
ジーン・オクトーバーがリードボーカルのバンド、チェルシーからアイドルらが脱退して結成。ジェネレーションXというバンド名は、ジェーン・デヴァーソン著の社会学の本から命名。アイドルはギターからボーカルにスイッチし、ボブ・アンドリュースがリード・ギターとして加入。最初のライヴを1976年12月21日にロキシーで行った（この会場で演奏した最初のバンドになった）。
タウはバンドがクリサリス・レコードと契約し、デビュー・シングル「ユア・ジェネレーション」を発表する前にオルタナティヴTVに移り、元サブウェイ・セクトのマーク・ラフに交代。このメンバー構成で最初の2枚のアルバム、セルフタイトルアルバム『ジェネレーションX』(1977)と『人形の谷』(1979)をレコーディングした。
メンバー全員のルックスのよさから、パンク隆盛時には例外的なアイドル人気を獲得。BBCの人気音楽番組『トップ・オブ・ザ・ポップス』に初めて出演したパンク・バンドの1つでもある。他のパンク・バンドと違い、ジェネレーションXはイギリスのパンクバンドが取り込む「ルール」や「理想」を無視し、1960年代のブリティッシュ・ポップからの影響を取り入れた。1977年、ジョン・レノンの「真実が欲しい」をカヴァー、1979年にはグラムロック時代に人気を博したモット・ザ・フープルのメンバー、イアン・ハンターと手を組み、セカンドアルバム『人形の谷』のプロデュースを任せた。
メンバー間の音楽性の違いの解決には苦労があった。彼等はパンクのルーツに忠実でありたいと願う一方で、よりヘヴィなロック・サウンドを追い求めていた。3枚目のアルバム（数十年後にボックスセット『甘い復讐』の一部としてようやくリリースされた）レコーディング中の1979年に、この問題は頂点に達した。
1980年にアンドリュースとラフはバンドを去り（その後有力なポスト・パンクバンド“エンパイア”を結成）、替わりにザ・クラッシュ、カウボーイ・インターナショナルの元ドラマー、テリー・チャイムズと元チェルシーのギタリスト、ジェームズ・スティーヴンソンが加入した。
ジェネレーションXは新曲だけでなく『甘い復讐』の素材の再録音といった最後の抵抗をする。最後のアルバム『キス・ミー・デッドリー』はバンド名を "Gen X" と略して発表した。『キス・ミー・デッドリー』には『甘い復讐』の1部としてアンドリュース、ラフ（共同作曲者でもある）と録音したヴァージョンの「ダンシング・ウィズ・マイセルフ」も含まれている。アイドルは後にソロミュージシャンとしてこの曲をカヴァーし、そのキャリアの開始をヒットで飾った。
アイドルはアメリカでソロ活動を続け、ポップスターの地位を確保した。ジェイムスは後にジグ・ジグ・スパトニックを結成、ザ・シスターズ・オブ・マーシー等のバンドに参加し、さらに後にカーボン/シリコンを結成した。

## ディスコグラフィ

### アルバム
- ジェネレーションX (Generation X)、1978年、全英アルバムチャート29位
- 人形の谷 (Valley Of The Dolls)、1979年、全英51位
- 甘い復讐 (Sweet Revenge)、1979年。2003年まで非リリース
- キス・ミー・デッドリー (Kiss Me Deadly), 1981年 (as "Gen X")

### シングル
- ユア・ジェネレーション (Your Generation)、1977年、全英シングルチャート36位
- ワイルド・ユース (Wild Youth)、1977年
- レディ、ステディ、ゴー (Ready Steady Go)、1978年、全英47位
- キング・ロッカー (King Rocker)、1978年、全英11位
- 人形の谷 (Valley Of The Dolls)、1979年、全英23位
- フライデイズ・エンジェル (Friday's Angels)、1979年、全英62位
- ダンシング・ウィズ・マイセルフ (Dancing With Myself)、1980年 (as "Gen X") 全英62位

### コンピレーション
- パーフェクト・ヒッツ (Perfect Hits 1975-81)、1985年
- レディオ1セッションズ (Radio 1 Sessions)、2002年
- アンソロジー (Anthology)、2003年
- BBCライヴ (BBC Live: One Hundred Punks)、2003年
- ライヴ (Live)、2005年

### 日本公演
1979年
- 6月25日 東京　東横劇場
- 6月26日 東京　東横劇場（昼・夜　2回公演）
- 6月28日 大阪　御堂会館